# Verdienstkreuz für die Jahre 1870/71
Das Verdienstkreuz für die Jahre 1870/71 wurde am 13. Mai 1870 von König Ludwig II. von Bayern gestiftet. Es konnte an Frauen und Männer verliehen werden, die sich im Dienst der Krankenpflege verdient gemacht hatten.
Das Ordenszeichen ist ein goldgerändertes, silbernes Kreuz. Das Medaillon auf der Vorderseite ist weiß emailliert mit schwarzen Reif und einem roten Kreuz in der Mitte. Auf der Rückseite ist der Reif hellblau mit silberner Inschrift 1870 oberhalb und 1871 unterhalb und in der Mitte sind die Initialen des Stifters „L“, gekrönt von der bayerischen Krone, zu sehen.
Das Ordensband ist hellblau.
Die Dekoration wurde an der linken Brustseite getragen.